# نيت وليامز
نيت وليامز (2 مايو 1950 في الولايات المتحدة - ) (بالإنجليزية: Nate Williams)‏ هو لاعب كرة سلة أمريكي في مركزي مدافع مسدد الهدف وهجوم صغير الجسم. لعب مع غولدن ستايت ووريورز وسينسناتي رويالز ‏.

## وصلات خارجية
- نيت وليامز على موقع إن بي أي (الإنجليزية)
- نيت وليامز على موقع سبورتس رفرنس (الإنجليزية)
- نيت وليامز على موقع كلية كرة السلة في سبورتس رفرنس.كوم (الإنجليزية)
- نيت وليامز على موقع ريلجم (الإنجليزية)
- نيت وليامز على موقع بروبوليرز (الإنجليزية)